# Jimmy Soul
 (avril 2016).
Si vous disposez d'ouvrages ou d'articles de référence ou si vous connaissez des sites web de qualité traitant du thème abordé ici, merci de compléter l'article en donnant les références utiles à sa vérifiabilité et en les liant à la section « Notes et références ».
Jimmy Soul (24 août 1942 - 25 juin 1988), né James McCleese à Weldon en Caroline du Nord, était un chanteur de rock 'n' roll. 

## Biographie
Soul devint prédicateur à l'âge de sept ans. Adolescent, il chanta du Gospel en tant que membre de divers groupes (par exemple, avec les Nightingales). Son nom de scène, Soul, lui vint de sa congrégation. Durant ce temps, il devint populaire dans les alentours de Norfolk, en Virginie. Il fut découvert par Frank Guida, et recruté pour chanter des chansons pour un autre protégé de Guida, Gary U.S. Bonds. Soul ne produisit seulement que deux hits: Twistin' Matilda (une version twist de la chanson de Harry Belafonte, Matilda), en 1962 (22e places des hits américains), et If You Wanna Be Happy (basé sur le titre de calypso, Ugly Woman, des Roaring Lion), en 1963. Ce dernier titre atteint le million de ventes et fut numéro 1 dans les pop charts. Au Royaume-Uni, la chanson entra dans le top 40 (39e) en 1963 et se classa 68e en 1991.
Après avoir tenté, sans succès, de retrouver la gloire avec un nouvel album, il arrêta sa carrière musicale et s'engagea dans l'armée américaine.
Plus tard, il devint accro à la drogue, et le 9 janvier 1986 il fut condamné à quatre années et demi de prison, puis de nouveau à neuf années pour un second crime, reconnu coupable de vente d'une substance contrôlée au troisième degré et la possession criminelle d'une substance contrôlée au troisième degré. La sentence a été confirmée sur recours le 26 octobre 1987 et le 22 mars 1988.
Il mourut d'une crise cardiaque certainement due à sa dépendance à la drogue le 15 juin 1988 à Spring Valley, New York. Il avait alors 45 ans.

## If You Wanna Be Happy
Comme cité ci-dessus, ce titre enregistré sous le label S. P.Q. R. et distribué par London Record est une reprise de la chanson "Ugly Woman" enregistrée en 1934 par Roaring Lion. Le 18 mai 1963, elle fut classée numéro 1 dans le Billboard Hot 100. Au Royaume-Uni, elle se classa à la 39e place. Le titre fut distribué par Stateside, label de la EMI.
La chanson originale dure 2:14 minutes. La chanson fut bannie de diverses radios à cause des expressions "Ugly Girl/ Woman".
Vers la fin de la chanson, un dialogue s'installe entre Soul et un chanteur, dialogue basée sur la chanson de Bo Diddley, "Say Man". On y entend:  "Say Man!!"/ "Hey baby"/ "I saw your wife the other day."/ "Yeah??"/ "Yeah, and she's ugly-y-y-y-y!!!"/ "Yeah, she's ugly, but she sure can cook, baby"./ "Yeah, alright."
Le titre apparaît dans plusieurs films, Retour à la vie (1988), Le Ciel s'est trompé (1989), Les Deux Sirènes (1990) Le Mariage de mon meilleur ami (1997), The Fabelmans (2023) ainsi que dans la série d'animation The Rocky and Bullwinkle Show.
Il en a aussi été fait plusieurs reprises, notamment par le chanteur du Surinam vivant aux Pays-Bas, Max Woiski Jr, sous le titre "Want je bent nog niet gelukkig met een mooie vrouw".
En 1976, l'ex-bassiste des Rolling Stones, Bill Wyman, en enregistre une version dans son album Stone Alone.
Joe Dolce, l'interprète de "Shaddap You Face", l'enregistre en 1981.
En 1983, le groupe Rocky Sharpe and the Replays sort aussi une pochette du titre.
Une version cantonnaise sort en 1984 sous le titre 丫嗚婆, par le chanteur George Lam.
En Juin 1963, le chanteur francophone Claude François enregistre Si tu veux être heureux, une reprise en français du titre.

## Discographie
Twistin' Matilda (And the Channel)
If You Wanna Be Happy
Treat 'Em Tough
A Woman Is Smarter in Every Kinda Way